# Профессиональная ориентация
Профессиональная ориентация, профориентация, выбор профессии или ориентация на профессию (лат. professio — род занятий и фр. orientation — установка) — система научно обоснованных мероприятий, направленных на подготовку молодёжи к выбору профессии (с учётом особенностей личности и потребностей народного хозяйства в кадрах), на оказание помощи молодёжи в профессиональном самоопределении и трудоустройстве.
В англоязычной литературе часто употребляют термины «career guidance» (буквально, «карьерное руководство» или «карьерное наставление») или «vocational guidance» ( соответственно, «профессиональное руководство» или «профессиональное наставление»). Также близким по смыслу является термин «career counseling» или «vocational counseling» - «карьерное консультирование» или «профессиональное консультирование» - однако данный термин обозначает лишь одну из технологий профессиональной ориентации.

## Содержание
Постановлением Минтруда РФ от 27.09.1996 № 1 утверждено «Положение о профессиональной ориентации и психологической поддержке населения в Российской Федерации», в соответствии с которым «профессиональная ориентация — это обобщенное понятие одного из компонентов общечеловеческой культуры, проявляющегося в форме заботы общества о профессиональном становлении подрастающего поколения, поддержки и развития природных дарований, а также проведения комплекса специальных мер содействия человеку в профессиональном самоопределении и выборе оптимального вида занятости с учётом его потребностей и возможностей, социально — экономической ситуации на рынке труда».
Организацией экономического сотрудничества и развития (ОЭСР), Экспертной группой Еврокомиссии по непрерывной профориентации, Советом Европейского союза и Всемирным банком в 2004 году одобрена новая трактовка цели профориентации: «Профессиональная ориентация направлена на оказание помощи людям любого возраста и в любой момент их жизни по вопросам выбора направления обучения, профессиональной подготовки и сферы профессиональной деятельности и управления собственной карьерой».
С позиций междисциплинарного и системного подходов под профессиональной ориентацией понимается инициируемый и управляемый обществом многоаспектный и непрерывный процесс взаимодействий субъектов социально-трудовых отношений, направленных на осознанное профессиональное самоопределение индивида, освоение им профессии и осуществление профессионального самосовершенствования, обеспечение баланса между потребностями экономики в кадрах и собственными способностями и предпочтениями индивида, в результате чего индивид эффективно интегрируется в общественное разделение труда.
Основными направлениями профессиональной ориентации являются:
- профессиональное информирование — ознакомление различных групп населения с современными видами производства, состоянием рынка труда, потребностями хозяйственного комплекса в квалифицированных кадрах, содержанием и перспективами развития рынка профессий, формами и условиями их освоения, требованиями, предъявляемыми профессиями к человеку, возможностями профессионально-квалификационного роста и самосовершенствования в процессе трудовой деятельности;
- профессиональное консультирование — оказание помощи человеку в профессиональном самоопределении с целью принятия осознанного решения о выборе профессионального пути с учётом его психологических особенностей и возможностей, а также потребностей общества;
- профессиональный подбор — предоставление рекомендаций человеку о возможных направлениях профессиональной деятельности, наиболее соответствующих его психологическим, психофизиологическим, физиологическим особенностям, на основе результатов психологической, психофизиологической и медицинской диагностики;
- профессиональный отбор — определение степени профессиональной пригодности человека к конкретной профессии (рабочему месту, должности) в соответствии с нормативными требованиями;
- профессиональная, производственная и социальная адаптация — система мер, способствующих профессиональному становлению работника, формированию у него соответствующих социальных и профессиональных качеств, установок и потребностей к активному творческому труду, достижению высшего уровня профессионализма;
- профессиональное воспитание — формирование у молодёжи трудолюбия, работоспособности, профессиональной ответственности, способностей и склонностей;
- профессиональное развитие личности и поддержка профессиональной карьеры, включая смену профессии и профессиональную переподготовку.

Для проведения профессиональной ориентации нужно располагать социально-экономическими характеристиками профессий, знать перспективы развития профессии, районы распространения профессий, уровень доходов профессионалов, пути получения квалификации и перспективы профессиональной карьеры, а также особенности рынка труда. Кроме этого, следует пользоваться технологическими характеристиками, включающими описание производственных процессов и профессиональных задач; медико-физиологическими и санитарными характеристиками условий труда с перечнем показаний и противопоказаний; требованиями профессий к индивидуальным особенностям людей. Сводный документ такого рода называется профессиограммой.
В ряде регионов Российской Федерации, например в Архангельской, Мурманской областях, Республике Карелия, действуют региональные профориентационные порталы. В силу разнородности информации, представленной на профориентационных порталах, возникает необходимость в формировании  Стандарта функционирования профориентационного портала субъекта РФ .

## Технологии, инструменты и практики профессиональной ориентации в Российской Федерации
История развития профессиональной ориентации в России.
Профессиональная ориентация в Российской империи (до 1917 года)
Профессиональная ориентация в СССР (1922-1991 годы)
Профессиональная ориентация в Российской Федерации (с 1991 года)
- «Билет в будущее»[7]
- «Россия - мои горизонты»(Положение национальной премии «Россия - мои горизонты«)[8]
- Тесты на профориентацию [9]
- Профтуры[источник не указан 1963 дня]
- Профпробы (профессиональные пробы)[10]
- Атлас новых профессий Сколково.
- Стратегическая инициатива АСИ «Кадры будущего для регионов» (2018-2019)
- Профессионалитет[11]

## Цифровизация профессиональной ориентации в России
Цифровизация, которая затрагивает большинство сфер человеческой жизни в настоящее время, также преобразует сферу образования в целом, и область профессиональной ориентации, в частности. Существенный вклад в исследования профессиональной ориентации в России в целом и цифровизации профессиональной ориентации в частности, внесла группа отечественных ученых под руководством И.С. Сергеева.

### Поколения цифророжденных профориентационных технологий[12]

#### 1 поколение
Первое поколение цифророждённых профориентационных технологий появилось в контексте инструментальной трансформации. В его основе – адаптация хорошо известных профориентационных форм и методов работы, позволяющая использовать общедоступные ИКТ. Разработчиками и пользователями такого рода цифровых решений выступают педагоги, психологи, профконсультанты, вовлечённые в процесс сопровождения профессионального самоопределения детей, молодёжи и взрослых лиц.
Примерами цифророждённых профориентационных технологий первого поколения являются:
- виртуальные профориентационные экскурсии, которые можно понимать как развитие традиционной профориентационной экскурсии;
- «онлайн-профпробы» в варианте, использовавшемся в период противопандемических мероприятий в 2020 г. и предполагавшие применение средств видеоконференцсвязи на этапах подготовки к выполнению практического задания, его видеофиксации, экспертной оценки и выдачи рекомендаций (само практическое задание выполнялось обучающимся самостоятельно, в большинстве случаев, без опоры на цифровые технологии);
- профориентационные веб-квесты, онлайн-марафоны и т.д.

#### 2 поколение
Второе поколение цифророждённых профориентационных технологий предполагает глубинную трансформацию процесса сопровождения профессионального самоопределения, включая получение качественно новых профориентационно значимых результатов. Разработка такого рода технологий требует, с одной стороны, понимания профориентационного потенциала базовых цифровых технологий (искусственный интеллект, иммерсивные технологии, цифровой след, большие данные, интернет вещей, социальные сети нового поколения, цифровые материальные / производственные технологии и др.), с другой – достаточного уровня профориентологической компетентности, позволяющего существенно трансформировать имеющиеся формы и методы профориентационной работы или создавать новые. Для этого необходимо формирование смешанных команд разработчиков, объединяющих квалифицированных специалистов в области профориентации и специалистов IT-сферы (как вариант: студентов, обучающихся по IT- специальностям). Результатом работы таких команд становится появление цифровых профориентационных продуктов (аналог EdTech-продуктов), соединяющих в себе: (1) цифровые технологии, направленные на решение профориентационных задач и (2) цифророждённые профориентационные технологии, нацеленные на максимальное использование потенциала цифровых средств.
Возможные примеры цифророждённых профориентационных технологий второго поколения:
- виртуальные профпробы, использующие иммерсивные технологии и нейроинтерфейсы, и позволяющие сочетать субъективную самооценку и объективную оценку для решения задач предиктивной аналитики (предсказание успешности человека в данном виде деятельности);
- лонгитюдная профориентационная диагностика, основанная на комплексном анализе многолетнего цифрового следа человека с использованием технологии большие данные.

#### 3 поколение
В обозримой перспективе можно ожидать появления третьего поколения цифророждённых профориентационных технологий, предполагающих не только делегирование цифровым технологиям (прежде всего, искусственному интеллекту) многих функций психолого-педагогического сопровождения профессионального самоопределения, но и появление у цифровых помощников признаков «третьего субъекта» профориентационного процесса, наряду с оптантом и профориентатором. При этом интеллектуальный «цифровой субъект», сопровождающий процесс самоопределения человека, может, в зависимости от ситуации, занимать различные ролевые позиции: педагога-наставника, «старшего друга», тьютора, навигатора-трекера, тренера, мастера, партнёра и т.д., принимать различный облик и стиль, отражая предпочтения пользователя.